# Климівська сільська рада
Климівська сільська рада — колишній орган місцевого самоврядування у Карлівському районі Полтавської області з центром у селі Климівка.

## Населені пункти
Сільраді були підпорядковані населені пункти:
- c. Климівка